# Мерјан (Грчка)
Мерјан (грч. Λυγαριά, Лигарија) је насељено место у општини Висалтија у периферији Средишња Македонија, Грчка. Према попису из 2021. године било је 180 становника.
Према бугарском географу и историчару, Василу Канчову, у Мерјану је 1900. године живело 420 Словена хришћана. Тком Другог балканског рата село је настрадало и већи део мештана је избгао, тако је после рата остало 50 житеља. Године 1923 насељено је 213 грчких избеглица. На попису из 1928. године Мерјан је имао 256 становника, од чега су Грци били већина.